# 拉達陶里亞蒂冰球俱樂部
拉達陶里亞蒂冰球俱樂部（俄語：ХК Лада）是一家位於俄羅斯陶裡亞蒂的職業冰球俱樂部。它是大陸冰球聯盟東部聯盟卡拉莫夫分區的成員。 陶裡亞蒂參加了 2008-09 年 KHL 首賽季。由於缺乏令人滿意的場地，KHL將該球隊逐出聯賽，球隊在2010-11賽季降級至最高冰球聯盟。後於2023年重新加入。